# 23-я гвардейская истребительная авиационная дивизия
23-я гвардейская истребительная авиационная Черкасская Краснознамённая ордена Богдана Хмельницкого дивизия (23-я гв. иад) — соединение Военно-Воздушных сил (ВВС) Вооружённых Сил РККА, принимавшее участие в боевых действиях Великой Отечественной войны.

## Наименования дивизии
- 304-я бомбардировочная авиационная дивизия;
- 304-я истребительная авиационная дивизия;
- 304-я истребительная авиационная Краснознамённая дивизия;
- 304-я истребительная авиационная Черкасская Краснознамённая дивизия;
- 23-я гвардейская истребительная авиационная Черкасская Краснознамённая дивизия;
- 23-я гвардейская истребительная авиационная Черкасская Краснознамённая ордена Богдана Хмельницкого дивизия;
- Войсковая часть (Полевая почта) 45147.

## Создание дивизии
Приказом НКО СССР 27 октября 1944 года за образцовое выполнение заданий командования и проявленные при этом мужество и героизм 304-я Черкасская истребительная авиационная дивизия переименована в 23-ю гвардейскую Черкасскую истребительную авиационную дивизию.

## Расформирование дивизии
23-я гвардейская Черкасская Краснознамённая ордена Богдана Хмельницкого истребительная авиационная дивизия 1 марта 1947 года была расформирована

## В действующей армии
В составе действующей армии:
- с 01 июня 1943 года по 26 июня 1943 года (как 304-я бад), всего 25 дней
- с 09 июля 1943 года по 21 сентября 1943 года (как 304-я иад), всего 74 дня
- с 04 октября 1943 года по 27 октября 1944 года (как 304-я иад), всего 389 дней
- с 27 октября 1944 года по 11 мая 1945 года, всего 196 дней

всего — 684 дня

## Командир дивизии
- Полковник Хотелев Иосиф Сидорович[5] — с 27 октября 1944 года по 5 января 1945 года.
- Герой Советского Союза подполковник (с 21 февраля 1945 года полковник) Крюков Павел Павлович[6] — с 6 января 1945 года по февраль 1947 года.

## В составе объединений
| Дата            | Фронт (округ)            | Армия               | Корпус                                            | Примечания |
| --------------- | ------------------------ | ------------------- | ------------------------------------------------- | ---------- |
| 27.10.1944 года | 1-й Украинский фронт     | 2-я воздушная армия | 6-й гвардейский истребительный авиационный корпус | -          |
| 11.05.1945 года | 1-й Украинский фронт     | 2-я воздушная армия | 6-й гвардейский истребительный авиационный корпус | -          |
| 10.06.1945 года | Центральная группа войск | 2-я воздушная армия | 6-й гвардейский истребительный авиационный корпус | -          |
| 01.03.1947 года | Центральная группа войск | 2-я воздушная армия | 6-й гвардейский истребительный авиационный корпус |            |

## Части и отдельные подразделения дивизии
За весь период своего существования боевой состав дивизии претерпевал изменения, в различное время в её состав входили полки:
| Период                  | Наименование                                      |
| ----------------------- | ------------------------------------------------- |
| 27.10.1944 — 12.03.1947 | 21-й гвардейский истребительный авиационный полк  |
| 27.10.1944 — 12.03.1947 | 69-й гвардейский истребительный авиационный полк  |
| 27.10.1944 — 16.03.1947 | 211-й гвардейский истребительный авиационный полк |
| 29.12.1945 — 14.03.1947 | 352-й истребительный авиационный полк             |

## Участие в операциях и битвах
- Карпатско-Дуклинская операция — с 27 октября 1944 года по 28 октября 1944 года.
- Висло-Одерская операция — с 12 января 1945 года по 3 февраля 1945 года.
- Сандомирско-Силезская операция — с 12 января 1945 года по 3 февраля 1945 года.
- Нижне-Силезская наступательная операция — с 8 февраля 1945 года по 24 февраля 1945 года.
- Верхне-Силезская наступательная операция — с 15 марта 1945 года по 31 марта 1945 года.
- Берлинская наступательная операция — с 16 апреля 1945 года по 8 мая 1945 года.
- Пражская операция — с 6 мая 1945 года по 11 мая 1945 года.

## Почётные наименования
- 69-му гвардейскому истребительному авиационному полку присвоено почётное наименование «Краковский»[8]

## Награды
- 23-я гвардейская Черкасская истребительная авиационная дивизия Указом Президиума Верховного Совета СССР награждена орденом Красного Знамени
- 23-я гвардейская Черкасская Краснознамённая истребительная авиационная дивизия Указом Президиума Верховного Совета СССР награждена орденом Богдана Хмельницкого II степени
- 21-й гвардейский Черкасский Краснознамённый истребительный авиационный полк Указом Президиума Верховного Совета СССР от 26 апреля 1945 года награждён орденом Кутузова III степени
- 69-й гвардейский Краковский истребительный авиационный полк Указом Президиума Верховного Совета СССР от 26 апреля 1945 года награждён орденом Александра Невского
- 211-й гвардейский Ярославский истребительный авиационный полк Указом Президиума Верховного Совета СССР от 19 февраля 1945 года награждён орденом Кутузова III степени
- 211-й гвардейский Ярославский истребительный авиационный полк Указом Президиума Верховного Совета СССР от 4 июня 1945 года награждён орденом Суворова III степени

## Благодарности Верховного Главнокомандующего
Верховным Главнокомандующим дивизии объявлены благодарности:
- За разгром окружённой группировки противника юго-западнее Оппельна и овладении в Силезии городами Нойштадт, Козель, Штейнау, Зюльц, Краппитц, Обер-Глогау, Фалькенберг[9]

## Герои Советского Союза и России
- Ефимов Пётр Иванович, гвардии капитан, заместитель командира эскадрильи 69-го гвардейского истребительного авиационного полка 23-й гвардейской истребительной авиационной дивизии 6-го гвардейского истребительного авиационного корпуса 2-й воздушной армии 27 июня 1945 года удостоен звания Герой Советского Союза. Золотая Звезда № 5660
- Прошенков Николай Иванович, гвардии  майор, командир эскадрильи 69-го гвардейского истребительного авиационного полка 23-й гвардейской истребительной авиационной дивизии 6-го гвардейского истребительного авиационного корпуса 2-й воздушной армии 27 июня 1945 года удостоен звания Герой Советского Союза. Золотая Звезда № 6559
- Шикунов Фёдор Иванович, гвардии  капитан, командир эскадрильи 69-го гвардейского истребительного авиационного полка 23-й гвардейской истребительной авиационной дивизии 6-го гвардейского истребительного авиационного корпуса 2-й воздушной армии 2 мая 1996 года удостоен звания Герой России. Посмертно. Золотая Звезда № 270 передана родным

## Базирование
| Период               | Место базирования        |
| -------------------- | ------------------------ |
| 04.1945 — 01.07.1945 | Зорау, Германия          |
| 01.07.1945 — 08.1946 | Фельс-ам-Ваграм, Австрия |
| 08.1946 — 03.1947    | Вейнер-Нейштадт, Австрия |